# Thiocarbonohydrazid
Thiocarbonohydrazid ist eine chemische Verbindung aus der Gruppe der Hydrazide und Thionamide.

## Gewinnung und Darstellung
Thiocarbonohydrazid kann durch Reaktion von Hydrazinhydrat mit Kohlenstoffdisulfid und 2-Chlorethanol als Katalysator gewonnen werden. Nach Ablauf der Reaktion werden die Produkte erhitzt um Schwefelwasserstoff zu entfernen.

## Verwendung
Thiocarbonohydrazid wird zur Synthese von Metribuzin und zur Anfärbung von Kohlenhydraten in der Elektronenmikroskopie genutzt.